# محمد صغير سعداوي
محمد صغير سعداوي (02 سبتمبر 1975) من مواليد ولاية النعامة بالجزائر، عينه رئيس الجمهورية عبد المجيد تبون وزيرا للتربية الوطنية عام 2024.

## المشوار العلمي والمهني
تحصّل على شهادة البكالوريا في شعبة العلوم الطبيعية سنة 1993، ثم نال ليسانس في الحقوق من جامعة تلمسان سنة 1997. واصل دراسته العليا في الجامعة نفسها، فحصل على شهادة الماجستير في الأنثروبولوجيا في أكتوبر 2001، ثم دكتوراه العلوم في فبراير 2010، ونال شهادة التأهيل الجامعي في يونيو 2014.
في بداية مسيرته المهنية، عمل أستاذًا للعلوم الطبيعية بالثانوية متعددة الأقطاب في تبلبالة – بني عباس. ابتداءً من سنة 2001، شغل منصب أستاذ في القانون بجامعة بشار حتى سنة 2023. خلال هذه الفترة، أدار مخبر البحث "القانون والتنمية" بنفس الجامعة، وكان عضوًا في مخبر "جرائم الحدود" بالمركز الجامعي النعامة.
شارك في مشاريع بحثية وطنية، بصفته رئيسًا وعضوًا، من بينها مشروع حول "صناعة الدواء الوطنية في ظل متطلبات حماية حقوق الملكية الصناعية" بجامعة بشار سنة 2010، ومشروع "التهيئة والتعمير في التشريع الجزائري"، وآخر ضمن برنامج PRFU بعنوان "إصلاحات التشريع الانتخابي وأثرها في تطوير أداء المجالس الشعبية المنتخبة".
أصدر ثلاثة كتب علمية، ونشر اثني عشر مقالًا في مجلات أكاديمية محكّمة.
تولّى رئاسة اللجنة الوطنية للتربية والعلم والثقافة (اليونسكو) ، ثم عُيّن لاحقًا مستشارًا لدى رئيس الجمهورية، مكلّفًا بالتربية والتعليم العالي والتكوين المهني والثقافة.
منذ نوفمبر 2024 يشغل منصب وزير في وزارة التربية الوطنية الجزائرية